# Konrad Henlein
Konrad Henlein (ur. 6 maja 1898 we Vratislavicach nad Nisou, zm. 10 maja 1945 w Pilźnie) – niemiecki działacz hitlerowski w Czechosłowacji, Obergruppenführer SS.

## Życiorys
Urodził się w rodzinie urzędniczej. Jego matka była w połowie Czeszką, a jej panieńskie nazwisko brzmiało Dvořáček. Po ukończeniu szkoły handlowej w Jabloncu w 1916 zgłosił się do wojska i brał udział w walkach na froncie włoskim, gdzie w 1918 dostał się do niewoli. Po zwolnieniu pracował przez pewien czas jako niższy urzędnik bankowy, a od 1925 poświęcił się całkowicie działalności wychowawczej jako szef koła Deutsche Turnverein w Ašu. Jako działacz mniejszości niemieckiej w Czechosłowacji przewodniczył organizacjom mniejszości niemieckiej: Niemieckiemu Związkowi Gimnastycznemu w Czechosłowacji, a następnie Sudeckoniemieckiemu Frontowi Ojczyźnianemu (Sudetendeutsche Heimatfront). 28 marca 1938 spotkał się potajemnie z Hitlerem, od którego otrzymał instrukcje na rzecz połączenia z III Rzeszą. Jako przywódca Partii Niemców Sudeckich od 1935, 24 kwietnia 1938 wygłosił w Karlowych Warach dwudziestoośmiopunktowe przemówienie. Zażądał w nim autonomii dla Niemców żyjących w Czechosłowacji oraz wolności wyznawania dowolnej ideologii, co w praktyce oznaczałoby zezwolenie na propagowanie nazizmu. Ten program karlsbadzki zaostrzył niemiecko-czeski konflikt o Kraj Sudetów, przenosząc go na płaszczyznę międzynarodową. W kilka miesięcy później w wyniku układu monachijskiego Kraj Sudetów został przyłączony do III Rzeszy.
Od 1938 był gauleiterem Okręgu Rzeszy Kraj Sudetów. Wbrew żywionym nadziejom w 1939 nie został mianowany namiestnikiem czy też protektorem Czech i Moraw. Po wojnie schwytany przez żołnierzy amerykańskich, popełnił samobójstwo 10 maja 1945, przecinając sobie tętnice szkłem ze stłuczonych okularów.
Henlein nie był osobowością charyzmatyczną, błyskotliwym umysłem ani wybitnym ideologiem, brakowało mu również osobistej odwagi. Jego przeciętność przysparzała mu jednak popularności wśród małomiasteczkowych mieszkańców Sudetów, z drugiej jednak spowodowała, że nigdy nie stał się istotną postacią życia politycznego całej Rzeszy Niemieckiej.